# Chlorophorus austerus
Chlorophorus austerus es una especie de escarabajo longicornio del género Chlorophorus. Fue descrita científicamente por Chevrolat en 1863.
Se distribuye por Indonesia y Papúa Nueva Guinea. Mide 13,5-14 milímetros de longitud. El período de vuelo de esta especie ocurre en los meses de febrero, marzo, junio, julio, agosto, septiembre, noviembre y diciembre.
Parte de la dieta de Chlorophorus austerus se compone de plantas de la familia Euphorbiaceae.